# Pleiszthenész
Pleiszthenész (görög betűkkel Πλεισθένης) a görög mitológia egyik alakja, akinek származására vonatkozóan legalább négy elképzelés volt.
Az első szerint Pelopsz és Dióné fia, Piszai uralkodója. Két testvére Atreusz és Thüesztész. A második változat szerint Atreusz és Kleola fia, aki Katreusz minószi király leányát, Aeropét vette feleségül. Aeropé az első változatban Atreusz felesége. Aeropétől született gyermekei Agamemnón, Menelaosz és Anakszibia, akik az ismertebb regék szerint Atreusz gyermekei. Ennek magyarázata talán az, hogy a fiatalon meghalt Pleiszthenész helyett nagyapjuk, Atreusz nevelte fel a gyerekeket. Ebben a változatban Pleiszthenészt nagybátyja, Thüesztész elrabolta és apja elleni gyűlöletre nevelte, majd elküldte, hogy gyilkolja meg Atreuszt. A merénylet nem sikerült, az orgyilkost elfogták és Atreusz parancsára kivégezték, mivel akkor még nem tudta, hogy a saját fia. Atreusz bosszút állt, de emiatt Thüesztész elátkozta az atreidákat, amit Agamemnón és gyermekei éreztek meg végül.
A harmadik lehetőség szerint Thüesztész és Aeropé házasságtörő kapcsolatából született gyermek, akinek nevét a többi változat nem ismeri. Atreusz kísérletet tett meggyilkolására, de a Thüesztész által félrevezetett bérgyilkosok Atreusz fiát ölték meg (aki talán szintén Pleiszthenész nevű). A negyedik változatban Menelaosz és Helené fia, akit Helené magával vitt Trójába, későbbi sorsa ismeretlen.